# 東北通

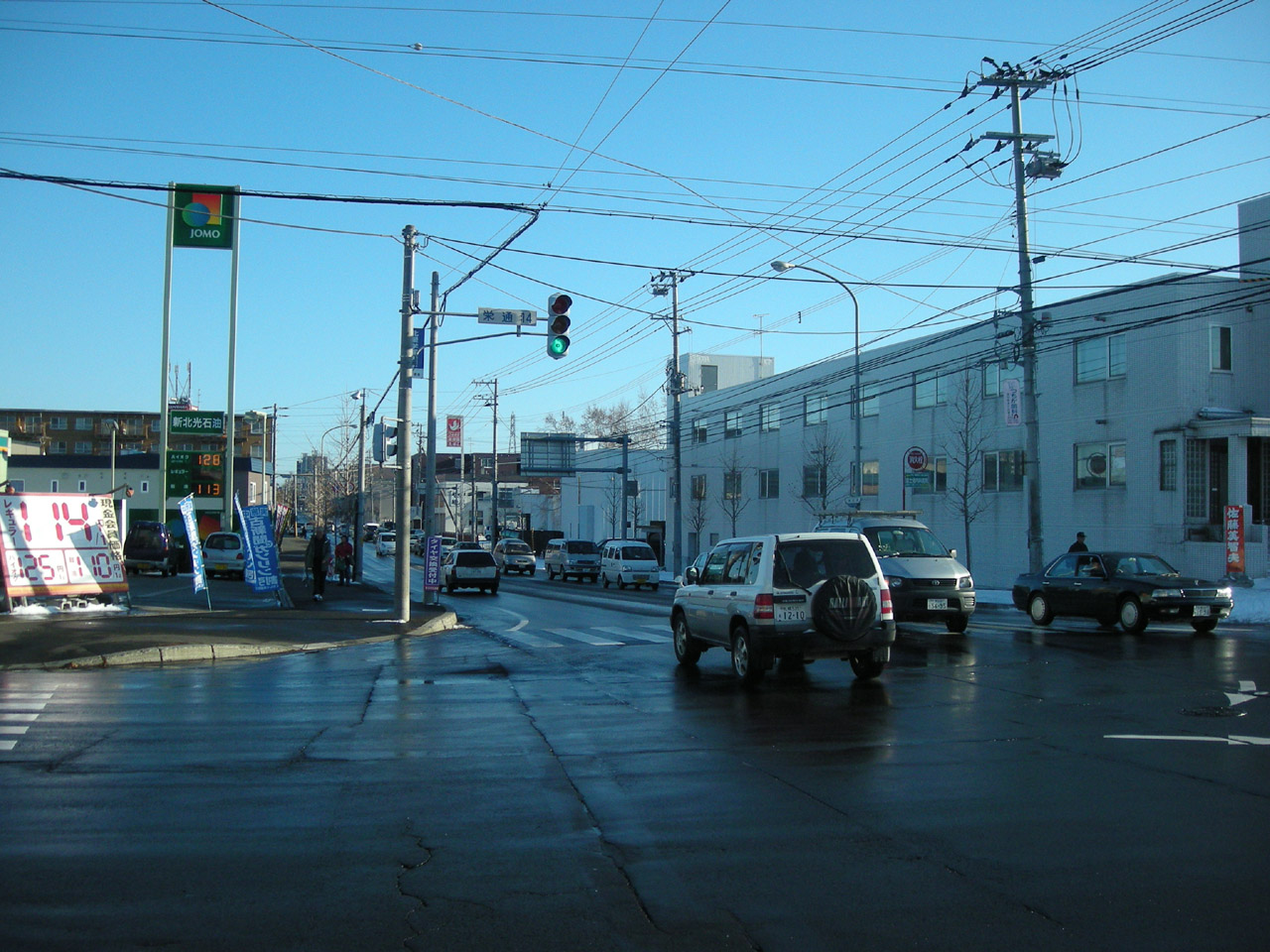
東北通

東北通（とうほくどおり）は、北海道札幌市豊平区から同市厚別区に至る都市計画道路。正式な名称は札幌圏都市計画道路3.4.41東北通。
豊平区と白石区、および清田区と厚別区の境界を作る道路である。一部豊平区美園1条1丁目 - 1条2丁目は、豊平区内を通過する。

## 概要
- 起点：札幌市豊平区豊平1条3丁目[1]（主要市道9901号旭山公園米里線（南7条米里通）交点[2]）
- 終点：札幌市厚別区大谷地西5丁目[1]（北海道道341号真駒内御料札幌線（厚別滝野公園通）交点[2]）
- 延長：7.77 km

- 札幌市認定路線
  - 豊平区豊平1条3丁目 - 豊平区豊平1条13丁目 : 豊平1条線（路線番号:3-50-01437）（豊平1条1丁目 - 豊平1条3丁目は東北通に含まれない）
  - 豊平区美園1条1丁目 - 厚別区大谷地西5丁目 : 白石連絡線（路線番号:3-00-09619）

## 地理
- 起点から南東にほぼ一直線に進む。
- 南郷通と国道36号の間を併走している。
- 区界を形成する主要な道路ながら、道幅が狭く車線数も少ないため、慢性的な渋滞箇所がいくつかある。

## 歴史
- 開拓時代は農道であり、雨天の日はぬかるみになりやすく、近隣住民である吉田善太郎が道路の補修をしていたことから、吉田の道普請（みちぶしん）と呼ばれていたこともある。
- 白石村と月寒村（後年は豊平村）の境界であることから、村界道路と呼ばれたり、町制施行後は白石町と豊平町の境界となったことから、町界道路と呼ばれていた。
- 東北通の名称の由来
  - 1892年（明治25年）頃、現在の東北通に接する豊平区月寒東のうち、月寒川を隔てて西側を「西北通り（にし・きたどおり）」、東側を「東北通り（ひがし・きたどおり）」と地区名を分けていた。
  - 1963年（昭和38年）2月、北海道中央バスによるバス路線ができ、当時、東北通り（ひがし・きたどおり）と呼ばれていた向ヶ丘通との交点あたりにできたバス停（終点）が「東北通り（ひがし・きたどおり）」であった。バスの行き先表示などには漢字で書かれていることから、近隣の住民ではない人たちから、「とうほくどおり」と読まれるようになり、町界道路の名称もいつのまにか「東北通り（とうほくどおり）」と呼ばれるようになったことから、現在の東北通の名称がついたとする説が有力。2019年（令和元年）7月現在、それ以外の説は主張されていない。
- 栄通との関係
  - 白石区栄通の地名は、1963年（昭和38年）にこの地域の区画整理事業が終了した際に、白石と豊平の境界をなす道路が通っていたことから、「界通」に地域の繁栄の祈りを込めて「栄」の文字を当て「栄通」と命名された [3]。
- これらの名称の変遷の結果、地域名が道路名に変化し、道路名が地域名に変化することとなった。また、現在の白石区南部の「○○通」という住居表示の地区の中で唯一、地域名と道路名が一致していない。

## 主な接続道路
- 主要市道9901号旭山公園米里線（南7条米里通）
- 菊水旭山公園通
- 米里行啓通
- 北海道道89号札幌環状線（環状通）
- 北野通（約90mの接続した道路がある）
- 白石中の島通
- 水源池通
- 北海道道453号西野白石線（白石藻岩通）
- 向ヶ丘通
- 東月寒通
- 清田通
- 北海道道341号真駒内御料札幌線（厚別滝野公園通）

## 河川
- 豊平川
- 望月寒川
- 月寒川
- 吉田川（暗渠）
- 厚別川

## 周辺
- 札幌東年金事務所
- 札幌市立東園小学校
- 札幌市立豊園小学校
- 北部方面隊札幌駐屯地飛び地
- 札幌市立月寒中学校
- アサヒビール北海道工場
- 札幌市立あやめ野中学校
- 北星学園大学
- 北星学園大学短期大学部